# Charles Wood (científico)
Charles Wood (1702–octubre de 1774) fue un ingeniero metalúrgico británico conocido por patentar un método para refinar el arrabio sin usar carbón en uso durante el siglo XVII. Se lo reconoce como codescubridor del platino independientemente de otros científicos, hacia 1741.